# Dinaro croato
Il dinaro croato è stata la valuta ufficiale della Croazia dal 23 dicembre 1991 (sostituendo alla pari il dinaro jugoslavo) fino al 30 maggio 1994 (sostituita dalla kuna). Il codice ISO 4217 era HRD.

## Storia
Il dinaro croato fu introdotto come valuta di transizione a seguito della secessione della Croazia dalla Jugoslavia e non prevedeva unità divisionali inferiori. L'autoproclamata Repubblica Serba di Krajina non adottò il dinaro croato ma si diede il proprio dinaro della Krajina.
Durante la sua vita, il dinaro croato subì una svalutazione pari a circa 70 volte. Fu quindi convertito nella kuna ad un concambio di 1000:1.

## Monete e Banconote
Non venne mai coniata nessuna moneta metallica.
Le banconote furono stampate dapprima in tagli da 1, 5, 10, 25, 100, 500 e 1.000 dinari, e durante il periodo della iperinflazione anche in tagli da 2.000, 5.000 e 10.000 (emessi a partire dal 15 gennaio 1992), e in tagli da 50.000 e 100.000 dinari (emessi a partire dal 30 maggio 1993).
Il fronte era identico per tutte le banconote (con leggere varianti per i tagli oltre i 1.000 dinari) e raffigurava lo scienziato raguseo Ruggero Boscovich.
Il retro dei tagli fino a 100 dinari raffigurava la cattedrale di Zagabria.
Il retro degli altri tagli riportava, invece, la scultura di Ivan Meštrović intitolata Storia dei Croati.